# Émile Damais
Pour les articles homonymes, voir Damais.
Émile Damais, né le 4 mars 1906 à Paris et mort le 8 avril 2003 à Ivry-sur-Seine, est un violoniste, compositeur et musicographe français. Prisonnier dans un Stalag durant la Seconde Guerre mondiale, il y compose Ô nuit… pour chant et orchestre. Il était également professeur d’histoire de la musique.

## Biographie
Élève du violoniste Lucien Capet et de l'altiste Maurice Vieux, Émile Damais commence une carrière de violoniste professionnel, puis rencontre Charles Koechlin et Arthur Honegger (1924) et se lance dans la composition avant de devenir chef d'orchestre (1936). En 1930, son mariage l'amène à se fixer au Havre, il devient alors maître de chapelle de l'Église Saint-Joseph du Havre.
Prisonnier au Stalag II-B durant la Seconde Guerre mondiale, il y compose Ô nuit… (d'après Le Mystère des Saints Innocents de Charles Péguy) pour ténor et orchestre, qu'il crée en décembre 1942, peu de temps après son retour, avec l'Orchestre de la Société des concerts du Conservatoire qu'il dirige lui-même.
Émile Damais participe au deuxième concert de la Pléiade, avec Apparition, pour chant et orchestre (par l'orchestre de chambre Hewitt).
Après la guerre, il enseigne l’histoire de la musique à l'Ecole normale de musique de Paris (1945-87). En 1946, avec le violoncelliste Jacques Serres, Damais fonde les Centres musicaux ruraux pour former ou perfectionner « des étudiants en musique, jeunes professeurs, instituteurs et animateurs de chorales ».
Damais a écrit plusieurs ouvrages sur la musique.  

## Compositions
D'après la nécrologie parue dans Le Monde, « son catalogue est riche de quelque quatre cents œuvres touchant à tous les genres ». Parmi la liste de ses œuvres, figurent : 
- O Nuit... pour voix et orchestre
- Apparition pour chant et orchestre (Concerts de la Pléiade, 27 mars 1943)
- Esquisse symphonique pour saxophone et orchestre, 1944 (aussi : version pour piano)
- Cinq Divertissements pour saxophone alto solo, 1946
- Le Chemin de la Croix, Oratorio, texte de Paul Claudel, pour chœurs mixtes, grand orchestre, soprano solo, ténor solo, basse, récitant (Concerts Pasdeloup, 1946)
- Passion selon saint Mathieu (Limoges, 1948)
- Pièces pour orgue : Interlude pour Noël (Musique et Liturgie No 6, 1948)…
- Don Gonzalve, tragédie lyrique inédite sur un livret d'André Boll (Paris-Inter, dimanche 21 mars 1948)[5]
- Les Sortilèges pour orchestre et trois " Martenot " (Orchestre Lamoureux dirigé par Damais, Paris, janvier 1950)[6]
- Appassionato pour contrebasse et piano, 1951
- Quatuor à cordes, 1954[7]
- La Dame de l'aube, sur un livret d'André Boll (Théâtre de Tours, début mars 1962)[8]
- Sonate pour violon
- Litanies florales, mélodie pour voix and piano
- Petites Phrases pour violin and piano
- Motets (publiés par la Schola Cantorum)

## Ouvrages
- Émile Damais, Haendel, Paris, Hachette, coll. « Classiques Hachette de la musique », 1970, 89 p. (BNF 35303423). (Hachette, 1970, 96 p. dont 4 généreusement mises à disposition sur http://catalogue.bnf.fr/ark:/12148/cb353034232)